# Israel Kamakawiwoʻole
Israel Kamakawiwoʻole (/kamakaʋiwoˈʔole/), également connu sous le pseudonyme Iz, est un musicien et chanteur hawaïen, né le 20 mai 1959 à Honolulu où il est mort le 26 juin 1997.
Il devient célèbre lorsque son album Facing Future est commercialisé en 1993. Son medley, Over the Rainbow / What a Wonderful World, issu de l'album Ka`Ano`I (1990), est repris dans de nombreux films, séries télévisées et publicités.

## Le pseudonyme «Iz»
Le pseudonyme « Iz », diminutif de son prénom Israel, a été rapproché du titre anglais du film The Wizard of Oz (Le Magicien d'Oz, version 1939), dont il interpréta une reprise de la chanson phare Over the Rainbow. Ainsi, Wayne Harada, du quotidien hawaïen Honolulu Advertiser, l'a surnommé « The wizard of Iz » en hommage au « magicien du film ».

## Biographie

### Jeunesse
Israel Ka'ano'i Kamakawiwoʻole naît le 20 mai 1959 sur l'île d'O`ahu de l’archipel d'Hawaï à l'hôpital de Kuakini ; il est le fils d'Henry Kaleialoha Naniwa et d'Evangeline Leinani Kamakawiwoʻole. Il grandit dans la communauté de Kaimuki, dans la banlieue de Waikīkī, où ses parents s'étaient rencontrés puis mariés. Il commence à jouer de la musique à l'âge de onze ans, avec son frère aîné Skippy et son cousin Allen Thornton. Il s'inspire des grands artistes hawaïens de l'époque tels que Peter Moon (en), Palani Vaughan (en), ou Don Ho, qui fréquentent l'établissement tenu par ses parents. Le musicien hawaïen notable Moe Keale (en)  est son oncle et une influence musicale majeure.
Kamakawiwo'ole  continue sa lancée lorsque son frère Skippy entre dans l'armée en 1971 et que son cousin Allen  part, en 1976, pour le continent.
Au début de son adolescence, il étudie à Upward Bound (UB) de l'université de Hawaï à Hilo et sa famille déménage à Mākaha. C'est là qu'il rencontre Louis « Moon » Kauakahi, Sam Gray et Jerome Koko. Avec son frère Skippy, ils forment le groupe Makaha Sons of Ni'ihau (en). Le groupe pratique un mélange de styles contemporains et traditionnels typique de la Renaissance hawaïenne. Il se fait connaître lors de sa tournée à Hawaï et aux États-Unis continentaux, où ils publient quinze albums à succès. Le but de Kamakawiwo'ole est de créer une musique qui reste fidèle au son typique de la musique hawaïenne traditionnelle.
Les chansons que la plupart des gens associaient à l’époque à Hawaï n'étaient généralement pas à consonance traditionnelle.
À partir de 1976, et, jusque dans les années 1980, le groupe Makaha devient célèbre en se produisant à Hawaï et ailleurs aux États-Unis. Il sort dix albums. Le musicien hawaïen Del Beazley racontera plus tard que la première fois qu'il avait entendu Kamakawiwo'ole jouer, lors d'une soirée de remise des diplômes, toute la salle se taisait en l'entendant chanter.
En 1982, le frère de Kamakawiwo'ole, Skippy, meurt à l'âge de 38 ans d'une crise cardiaque liée à l'obésité. Au cours de la même année, Kamakawiwo'ole épouse son amour d'enfance, Marlene. Peu de temps après, ils ont une fille qu'ils nomment Ceslieanne "Wehi" (née vers 1983).

### Carrière musicale
Les Makaha Sons of ni'ihau ont enregistré No Kristo en 1976 et ont publié quatre autres albums, dont Kahea O Keale, Keala, Makaha Sons of Ni'ihau et Mahalo Ke Akua.
Le groupe est devenu le groupe traditionnel contemporain le plus populaire de Hawaï avec ses albums de percussions 1984, Puana Hou Me Ke Aloha, et le suivant, Ho'ola en 1986. Le dernier album enregistré de Kamakawiwo'ole avec le groupe est Ho'oluana en 1991. Il reste le CD le plus vendu du groupe.
En 1990, Kamakawiwo'ole publie son premier album solo, Ka'Ano'i, qui remporte les prix de l'album contemporain de l'année et du chanteur de l'année de la Hawai’i Academy of Recording Arts (HARA). Facing Future est publié en 1993 par The Mountain Apple Company. Il présente une version de sa chanson la plus populaire, le medley Over the Rainbow / What a Wonderful World, ainsi que Hawai’i 78, Hawai’i, Maui Hawaiian Sup'pa Man et Kaulana Kawaihae. La décision d'inclure une reprise de Over the Rainbow (reprise d'une chanson de Judy Garland) aurait été une décision de dernière minute prise par son producteur Jon de Mello et Kamakawiwo'ole. Facing Future fait ses débuts au 25e rang du palmarès Top Pop Catalog du magazine Billboard.
En 1994, Kamakawiwo'ole est élu artiste préféré de l'année par la Hawai'i Académy of Recording Arts (HARA). E Ala E (1995) présente le titre politique E Ala 'E et Kaleohano, et N Dis Life (1996) présente In This Life et Starting All Over Again. En 1997, HARA honore de nouveau Kamakawiwo'ole du prix annuel Na Hoku Hanohano du meilleur chanteur de l'année, artiste préféré de l'année, album de l'année et album de l'île contemporaine. Il regarde la cérémonie de remise des prix depuis une chambre d'hôpital. Alone in IZ World (2001) fait ses débuts en tant que n° 1 sur le classement mondial du Billboard et n° 135 sur les 200 meilleurs sites de Billboard, le n° 13 du tableau des albums les plus indépendants et le n ° 15 du tableau des meilleures ventes d'albums internet.
Le 26 octobre 2005, Facing Future devient le premier album de platine certifié de Hawaï, avec la vente de plus d'un million de CD aux États-Unis, selon les chiffres fournis par le Recording Industry Association of America. Le 21 juillet 2006, BBC Radio 1 a annoncé que Over the Rainbow / What a Wonderful World serait publié en tant que single en Amérique.
L'album Facing Future de Kamakawiwo'ole devient l'album hawaïen le plus vendu de tous les temps.

### Promotion des droits des Hawaïens
Kamakawiwo'ole était connu pour la promotion des droits hawaïens et de l'indépendance hawaïenne, à la fois par ses paroles, qui exposaient souvent directement les arguments en faveur de l'indépendance et par ses propres actions. Par exemple, les paroles de sa chanson Hawai'i 78 : « La vie de cette terre est la vie des gens / et prendre soin de la terre (malama 'aina), c'est de prendre soin de la culture hawaïenne », est une déclaration que beaucoup considèrent pour résumer ses idéaux hawaïens. La devise de l'État d'Hawaï est une phrase récurrente dans la chanson et englobe le sens du message de Kamakawiwo'ole : « Ua mau ke ea o ka 'āina i ka Pono », signifiant « La vie de la terre se perpétue dans la droiture », devise placée en bordure du sceau d'Hawaï. Kamakawiwo'ole's a utilisé sa musique pour faire prendre conscience de sa conviction qu'un statut de deuxième classe avait été imposé aux autochtones par l'industrie du tourisme.

### Mort
Durant les dernières années de sa vie, devenu très obèse (333 kg pour 1,90 m), il est hospitalisé à de multiples reprises. Il meurt le 26 juin 1997 à l'âge de 38 ans des suites d'une insuffisance respiratoire liée à son excès de poids.
À l'occasion de ses funérailles le 10 juillet 1997, les drapeaux de l'État de Hawaï sont mis en berne sur l'ensemble des bâtiments fédéraux. Son cercueil de bois de koa est également exposé dans le capitole de l'État à Honolulu. Il est le troisième personnage, et le seul n’ayant pas été responsable gouvernemental, à être honoré de la sorte dans l'histoire de Hawaï (les deux précédents ayant été le gouverneur John A. Burns (en) et le sénateur Spark Matsunaga). Plus de 15 000 personnes assistent à ses obsèques.
Deux jours plus tard, le 12 juillet 1997, lors d'une cérémonie d'adieu à laquelle assistent des milliers de spectateurs, ses cendres sont dispersées dans l'océan Pacifique à Mākua Beach.

## Inspirations
Le 6 décembre 2010, NPR désigne Kamakawiwo'ole comme « la voix de Hawaii » dans une sélection de cinquante voix.
Le 24 mars 2011, Kamakawiwo'ole reçoit le prix national allemand de musique Echo. Les gérants de musique Wolfgang Boss et Jon de Mello acceptent la récompense à sa place.
Un court métrage de Pixar réalisé par James Ford Murphy en 2014, Lava, a pour personnages principaux deux volcans : le réalisateur a indiqué que la reprise par Kamakawiwo'ole de Over the Rainbow, ainsi que son style de musique, l’avaient inspiré partiellement.
Le 20 mai 2020, jour du 61e anniversaire de sa naissance, Google lui rend hommage en consacrant un doodle animé à son titre de chanson le plus célèbre : Over the Rainbow, qui sera également remixé par le DJ allemand Robin Schulz en 2021.

## Discographie

### Albums

#### Avec le groupeMakaha Sons of Ni`ihau
- 1976 : No Kristo
- 1978 : Keala
- 1978 : Live at Hank's Place
- 1979 : Makaha Sons of Ni`ihau
- 1981 : Mahalo Ke Akua
- 1984 : Puana Hou Me Ke Aloha
- 1986 : Ho`Ola
- 1990 : Makaha Bash 3
- 1991 : Ho`Oluana
- 1999 : Na Mele Henoheno - vol. 1 et 2

#### En solo
- 1990 : Ka ʻAnoʻi (en)
- 1993 : Facing Future
- 1995 : E Ala E (en)
- 1996 : N Dis Life (en)
- 1998 : Iz in Concert: The Man and His Music

#### Compilations
- 2001 : Alone in Iz World (en)
- 1993 : Wonderful World (en)
- 1993 : Over the Rainbow

### Single
- 2010 : Over the Rainbow

## Hit parade
Facing Future (1993) fut 25e au Classement Pop du Billboard magazine, dont les classements font référence. Dans ce même magazine, Alone in IZ World (2001) fut 1er au Classement de la Musique du monde, 135e au Top 200, 13e au Classement des albums indépendants, et 15e au Classement des meilleures ventes d'albums sur Internet.
En France, il est classé 1er au Top 50 à partir de la fin de l'année 2010, soit treize ans après sa mort, jusqu’en février 2011. Il ne sortira du Top 50 qu’en avril 2011.